# Spellbreaker
Spellbreaker (auf Deutsch etwa „Zauberbrecher“) ist ein Fantasy-Textadventure des US-amerikanischen Studios Infocom aus dem Jahre 1985. Es spielt im Zork-Universum und wäre dort in zeitlicher Hinsicht der sechste Teil der Serie. Es ist der dritte und damit letzte Teil der Enchanter-Trilogie. Die anderen beiden Teile sind Enchanter (1983) und Sorcerer (1984).

## Handlung
Im dritten Teil der Trilogie ist der Spieler zum Anführer des „Circle of Enchanters“ (auf Deutsch etwa: Zirkel der Zauberer) aufgestiegen. Die Bedrohung in diesem Teil des Spiels liegt darin, dass die Magie als elementarer Bestandteil des täglichen Lebens zu verschwinden scheint: Zaubersprüche schlagen immer häufiger fehl oder haben merkwürdige Nebenwirkungen. Die Bevölkerung ist beunruhigt, die Gilde der Zauberer ist ratlos. Eine Versammlung aller Gilden des Landes wird einberufen, um die Situation zu erörtern. Auf dieser Versammlung werden plötzlich alle Teilnehmer schlagartig in Frösche oder Molche verwandelt. Lediglich der Spieler sowie eine schattenhafte Gestalt, die die Versammlungshalle eilig verlässt, scheinen die Verwandlung unbeschadet überstanden zu haben. Im Verlauf des Spiels muss der Spieler die „Cubes of Foundation“ (auf Deutsch etwa: Würfel der Gründung) finden, wobei für jeden sequenziell aufzuspürenden Würfel unterschiedliche Aufgaben zu lösen sind. So gilt es unter anderem, sich mit einem Doppelgänger auseinanderzusetzen, ein Portal zu zerstören, das seinem Erbauer unendliche Macht verleihen würde, durch Raum und Zeit zu reisen und schlussendlich die Magie als Ganzes außer Kraft zu setzen.

## Spielprinzip und Technik
Spellbreaker ist ein Textadventure, das heißt, es gibt keinerlei grafische Elemente. Umgebung und Geschehnisse werden als Bildschirmtext aus- und die Handlungen des Spielers ebenfalls als Text über die Tastatur eingegeben. Der Parser von Spellbreaker versteht ca. 850 Wörter, rund 150 Wörter mehr als in Enchanter, dem ersten Teil der Trilogie. Das Magiesystem wurde von den beiden Vorgängern übernommen und im Rahmen der Handlung um die Möglichkeit erweitert, dass Zaubersprüche fehlschlagen oder unvorhergesehene Auswirkungen haben.
Als Beilagen („Feelies“) enthielten die frühen Veröffentlichungen von Spellbreaker einen (fiktiven) Versandhauskatalog für Zauberutensilien, eine Anstecknadel der Gilde der Zauberer sowie sechs Zauberer-Quartettkarten, deren aufgedruckte Informationen gleichzeitig als Kopierschutz dienten.

### Magie in Spellbreaker
Das System der Zaubersprüche beruht teilweise auf der Erdsee-Saga von Ursula K. LeGuin und teilweise auf dem vancianischen System des Rollenspiel-Regelwerks Dungeons & Dragons. Wie bei Vance müssen Zaubersprüche erst im Gedächtnis "gespeichert" werden, bevor sie genutzt werden können, und wie bei LeGuin wird ein Zauberspruch durch einen Nonsensbegriff repräsentiert. Dieser Begriff kann dann im Spiel als Verb genutzt werden. Beispielsweise bringt der Zauberspruch "FROTZ" Objekte zum Leuchten; die Eingabe >FROTZ BOOK bringt entsprechend ein Buch zum Leuchten. Durch die erlernten Zaubersprüche wird der Spieler nach und nach mächtiger und kann tiefer in die Spielwelt eingreifen als zuvor. Die verwendbaren Zaubersprüche sind:
- BLORPLE – Erforscht die mystischen Verbindungen des Ziels.
- CASKLY – Perfektioniert das Ziel.
- ESPNIS – Bringt das Ziel zum Schlafen.
- FROTZ – Bringt das Ziel zum Leuchten.
- GIRGOL – Hält die Zeit an.
- GNUSTO – Überträgt einen Zauberspruch in das Zauberbuch des Zaubernden, sodass der Spruch mehrmals erlernt werden kann.
- JINDAK – Erkennt Magie.
- LESOCH – Erzeugt einen Windstoß.
- LISKON – Schrumpft das Ziel.
- MALYON – Erweckt tote Materie zum Leben.
- REZROV – Öffnet physikalisch oder magisch verschlossene Objekte.
- SNAVIG – Verändert die Form des Ziels.
- THROCK – Hält die Zeit an.
- TINSOT – Friert das Ziel ein.
- YOMIN – Lässt den Zaubernden die Gedanken des Ziels lesen.

## Produktionsnotizen

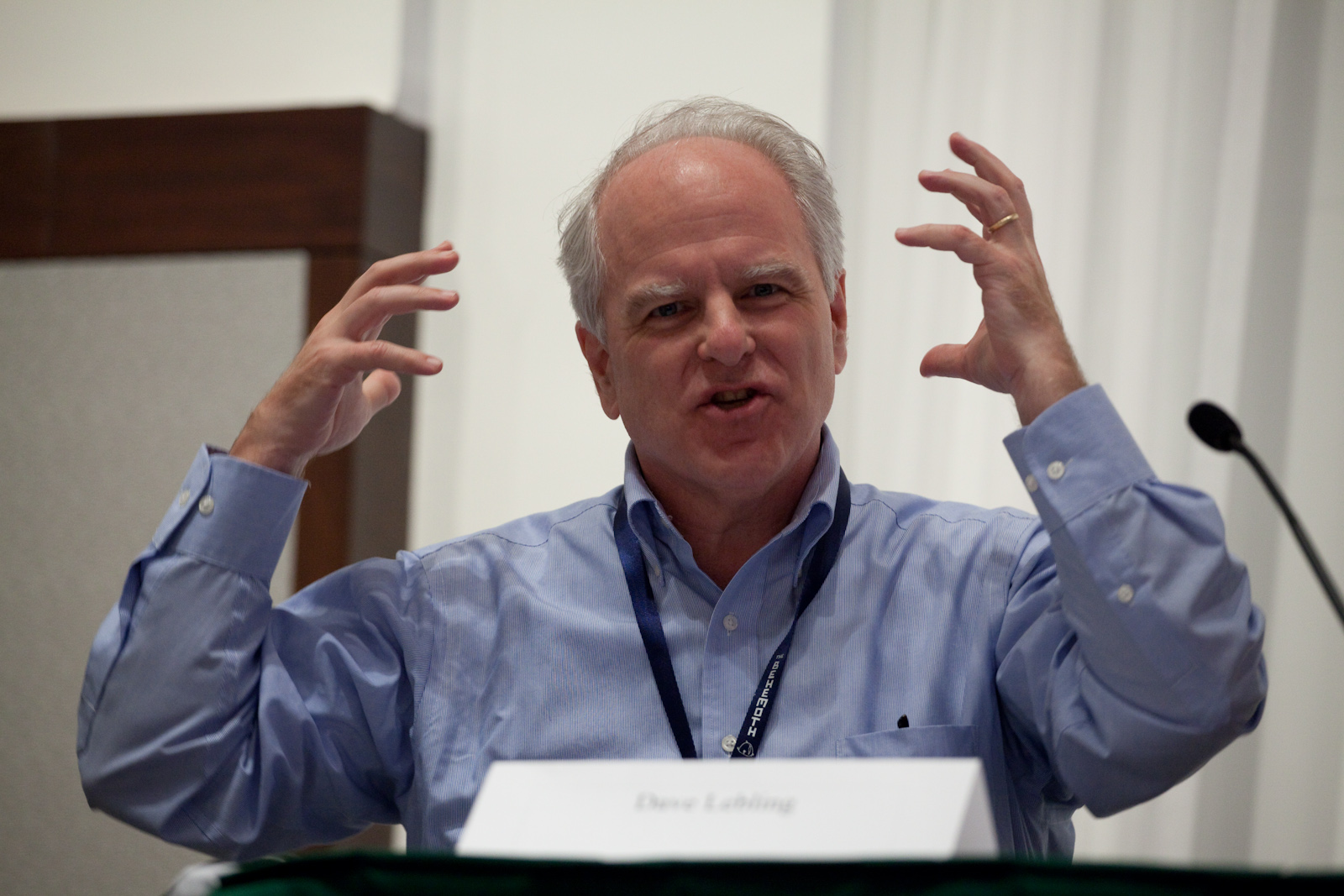
Dave Lebling (2010)

Die Entscheidung Infocoms für den Entwurf und die Produktion von Spellbreaker war zumindest teilweise wirtschaftlichen Zwängen geschuldet. Während die Firma einerseits an sich selbst den Anspruch stellte, innovative und anspruchsvolle Spiele zu erstellen, und diesen mit Spielen wie Suspended oder dem nur wenige Wochen vor Spellbreaker erschienenen A Mind Forever Voyaging auch erfüllte, setzte sich der Kundenkreis der Firma zu einem größeren, von Infocom zeitweilig unterschätzten Teil aus Fans der Zork-Reihe zusammen. Die Aufgabe, ein Spiel in der Tradition von Zork zu schreiben, das über einen hohen Schwierigkeitsgrad verfügen solle, wurde Dave Lebling angetragen, der zuvor schon an allen drei Zork-Teilen mitgeschrieben und die Spiele Enchanter, Starcross und Suspect verantwortet hatte. Lebling hatte für das zu schreibende dritte Spiel der Enchanter-Reihe den Titel Mage vorgesehen, was eine logische Fortsetzung der bis dato aus englischen Bezeichnungen für Magiekundige bestehenden Serie gewesen wäre. Marketingleiter Mike Dornbrook wollte hingegen aus monetären Gründen einen Titel, der die Marke Zork ausschlachtete. Zwischen beiden entbrannte ein stellenweise bizarrer Kampf, in dessen Folge Dornbrook eigenmächtig Passantenbefragungen unter Nicht-Adventure-Spielern durchführte und Lebling heimlich seinen favorisierten Namen als Easter Egg im Spiel unterbrachte. Mit Spellbreaker setzte sich schließlich ein Kompromissvorschlag der Marketingabteilung durch.
Ideen für Spellbreaker hatte Lebling teilweise bereits während der Arbeit an Enchanter gesammelt. Eine zentrale Idee war die Möglichkeit, im Spiel selbst neue Gegenstände zu erschaffen. Lebling konnte bei weitem nicht alle Ideen verwirklichen, da der Speicherplatz der anvisierten Heimcomputer nur einen bestimmten Spielumfang zuließ.
2019 wurde der Quelltext des Spiels auf dem Software-Entwicklungs-Repository GitHub veröffentlicht.

## Rezeption

### Zeitgenössische Rezensionen
Das Magazin Popular Computing Weekly hob den hohen Schwierigkeitsgrad von Spellbreaker hervor, lobte Parser und Humor des Spiels und urteilte, Spellbreaker allein sei den Kauf eines dafür benötigten Heimcomputers wert. Computer Gaming World klassifizierte das Spiel dahingehend als "transzendent", als es den Spieler auch außerhalb des Spiels nachhaltig beeindrucke.

### Retrospektiven
Adventure Classic Gaming lobte die Lebhaftigkeit des Spiels, erzielt durch gelungene Raumbeschreibungen sowie Vielzahl und Tiefe von Charakteren und Puzzles. Kritisiert wurden die undurchsichtige Story sowie mehrere Sackgassen im Spiel. Der Sachbuch- und Interactive-Fiction-Autor Jimmy Maher stellte positiv heraus, dass Spellbreaker zwar ein im Vorfeld von Infocom versprochenes, sehr hohes Schwierigkeitsniveau halte, das von Fans der Zork-Serie eingefordert worden war. Im Gegensatz zu anderen als sehr schwer wahrgenommenen Textadventures wie The Pawn oder The Wizard and the Princess erreiche Spellbreaker das Ziel aber nicht, indem einfach unlogische oder anderweitig unfaire Rätsel eingebaut würden, sondern der Spieldesigner habe sich um faires, aber anspruchsvolles Rätseldesign bemüht. Maher sieht als primären Einfluss auf Autor Lebling neben Roger Zelaznys Chroniken von Amber vor allem den Roman A Wizard of Earthsea von Ursula K. Le Guin.
Frotz, ein Z-machine-Emulator, hat seinem Namen von einem der Zaubersprüche aus Spellbreaker.